# Рікардо Ґалеацці
Професор Рікардо Ґалеацці (італ. Riccardo Galeazzi) (1866—1952) — італійський хірург-ортопед, який народився в Турині, відомий описом перелому Ґалеацці та розробкою тесту симптому Ґалеацці
У 1886 році він розпочав навчання в Туринській медичній школі, яку закінчив з відзнакою в 1890 році.
У 1899 році він став кваліфікованим викладачем клінічної медицини та хірургії, а в 1903 році був призначений директором Інституту для дітей-калік Св. Пія (італ. Pio Istituto dei Rachitici), тепер Istituto ortopedico Gaetano Pini.
Тридцять п'ять років був директором ортопедичної клініки Міланського університету. Він був відомий своєю роботою щодо вродженого вивиху стегна, сколіозу, туберкульозу кісток та ювенільного остеохондрозу, і сприяв розумінню патології кістозного остеофіброзу та ахондроплазії.
Він описав перелом, який носить його ім'я, в 1934 році, опублікувавши свій досвід 18 випадків, хоча схема травми була описана раніше сером Естлі Купером у 1842 році.
Він також керував Archivio di Ortopedia, найстарішим журналом, присвяченим ортопедичній хірургії, протягом тридцяти п'яти років.
На його честь також названий симптом Ґалеацці, тестування якого він розробив за результатами огляду понад 12 000 вроджених вивихів стегна.